# Скюдо, Поль
Поль Скюдо́ (фр. Paul Scudo, собственно Пьетро Ску́до, итал. Pietro Scudo; 8 июня 1806, Венеция — 14 октября 1864, Блуа) — французский музыкальный критик итальянского происхождения.

## Биография
Почти всю жизнь прожил в Париже, здесь учился музыке у Александра Этьена Шорона, играл на кларнете в военном оркестре, выступал непродолжительное время как певец, занимался композицией, преподавал вокал, однако в наибольшей степени был известен как музыкальный критик консервативного направления. Особенно активно публиковался в Revue des Deux Mondes. Перу Скюдо принадлежит серия резко критических публикаций об операх Джузеппе Верди (в пример которым в качестве недосягаемого образца ставились оперы Моцарта, Россини и Мейербера), произведениях Гектора Берлиоза, Роберта Шумана, Ференца Листа, Рихарда Вагнера. Выпустил несколько сборников своих статей, а также роман из жизни итальянских музыкантов XVIII века «Кавалер Сарти» (фр. Le Chévalier Sarti; 1857) с посвящением Мейерберу.